# Associazione Calcio Fanfulla 1874 1979-1980
Questa voce raccoglie le informazioni riguardanti l'Associazione Calcio Fanfulla 1874 nelle competizioni ufficiali della stagione 1979-1980.

## Stagione
La squadra bianconera ha disputato nella stagione 1979-80 il girone B del campionato di Serie C2, piazzandosi in quattordicesima posizione con 28 punti.

## Rosa
| N. |                   | Ruolo | Calciatore        |
| -- | ----------------- | ----- | ----------------- |
|    | Italia (bandiera) | A     | Alberto Amadei    |
|    | Italia (bandiera) | D     | Santino Brunetti  |
|    | Italia (bandiera) | C     | Giovanni Cerri    |
|    | Italia (bandiera) | C     | Antonio Cipelli   |
|    | Italia (bandiera) | C     | Claudio Cremonesi |
|    | Italia (bandiera) | D     | Aristide Curti    |
|    | Italia (bandiera) | C     | Gregorio Discanni |
|    | Italia (bandiera) | P     | Claudio Fadoni    |
|    | Italia (bandiera) | C     | Livio Ferrari     |
|    | Italia (bandiera) | D     | Riccardo Fiocchi  |

| N. |                   | Ruolo | Calciatore            |
| -- | ----------------- | ----- | --------------------- |
|    | Italia (bandiera) | C     | Maurizio Gargioni     |
|    | Italia (bandiera) | D     | Lorenzo Mandelli      |
|    | Italia (bandiera) | C     | Paolo Menegazzi       |
|    | Italia (bandiera) | A     | Massimo Morello       |
|    | Italia (bandiera) | D     | Mario Ongaro          |
|    | Italia (bandiera) | D     | Pietro Piazzoni       |
|    | Italia (bandiera) | A     | Danilo Regonesi       |
|    | Italia (bandiera) | C     | Umberto Rossetti      |
|    | Italia (bandiera) | A     | Augusto Vanazzi       |
|    | Italia (bandiera) | P     | Luigi Massimo Venturi |

## Risultati

### Campionato

#### Girone di andata
| 30 settembre 1979 1ª giornata | Pordenone | 1 – 1 | Fanfulla |  |

| 7 ottobre 1979 2ª giornata | Fanfulla | 1 – 1 | Modena |  |

| 14 ottobre 1979 3ª giornata | Arona | 2 – 2 | Fanfulla |  |

| 21 ottobre 1979 4ª giornata | Fanfulla | 1 – 4 | Rhodense |  |

| 28 ottobre 1979 5ª giornata | Monselice | 1 – 0 | Fanfulla |  |

| 4 novembre 1979 6ª giornata | Fanfulla | 2 – 0 | Bolzano |  |

| 11 novembre 1979 7ª giornata | Adriese | 1 – 1 | Fanfulla |  |

| 18 novembre 1979 8ª giornata | Fanfulla | 0 – 1 | Legnano |  |

| 25 novembre 1979 9ª giornata | Fanfulla | 2 – 2 | Pro Patria |  |

| 2 dicembre 1979 10ª giornata | Trento | 1 – 0 | Fanfulla |  |

| 9 dicembre 1979 11ª giornata | Fanfulla | 1 – 1 | Aurora Desio |  |

| 16 dicembre 1979 12ª giornata | Conegliano | 0 – 0 | Fanfulla |  |

| 30 dicembre 1979 13ª giornata | Venezia | 0 – 0 | Fanfulla |  |

| 6 gennaio 1980 14ª giornata | Fanfulla | 3 – 0 | Carpi |  |

| 13 gennaio 1980 15ª giornata | Seregno | 2 – 0 | Fanfulla |  |

| 20 gennaio 1980 16ª giornata | Fanfulla | 1 – 1 | Mestrina |  |

| 27 gennaio 1980 17ª giornata | Padova | 1 – 1 | Fanfulla |  |

#### Girone di ritorno
| 3 febbraio 1980 18ª giornata | Fanfulla | 1 – 0 | Pordenone |  |

| 10 febbraio 1980 19ª giornata | Modena | 0 – 0 | Fanfulla |  |

| 17 febbraio 1980 20ª giornata | Fanfulla | 1 – 1 | Arona |  |

| 24 febbraio 1980 21ª giornata | Rhodense | 3 – 0 | Fanfulla |  |

| 2 marzo 1980 22ª giornata | Fanfulla | 3 – 0 | Monselice |  |

| 9 marzo 1980 23ª giornata | Bolzano | 2 – 0 | Fanfulla |  |

| 16 marzo 1980 24ª giornata | Fanfulla | 0 – 2 | Adriese |  |

| 23 marzo 1980 25ª giornata | Legnano | 2 – 0 | Fanfulla |  |

| 30 marzo 1980 26ª giornata | Pro Patria | 0 – 0 | Fanfulla |  |

| 13 aprile 1980 27ª giornata | Fanfulla | 0 – 1 | Trento |  |

| 20 aprile 1980 28ª giornata | Aurora Desio | 2 – 2 | Fanfulla |  |

| 27 aprile 1980 29ª giornata | Fanfulla | 3 – 1 | Conegliano |  |

| 11 maggio 1980 30ª giornata | Fanfulla | 1 – 0 | Venezia |  |

| 18 maggio 1980 31ª giornata | Carpi | 1 – 1 | Fanfulla |  |

| 25 maggio 1980 32ª giornata | Fanfulla | 1 – 1 | Seregno |  |

| 1º giugno 1980 33ª giornata | Mestrina | 1 – 0 | Fanfulla |  |

| 8 giugno 1980 34ª giornata | Fanfulla | 0 – 3 | Padova |  |